# Amplicephalus rotundiceps
Amplicephalus rotundiceps är en insektsart som beskrevs av Rauno E. Linnavuori 1959. Amplicephalus rotundiceps ingår i släktet Amplicephalus och familjen dvärgstritar. Inga underarter finns listade i Catalogue of Life.